# Estadio Romeo Menti
El Estadio Romeo Menti es un estadio de fútbol situado en la ciudad de Vicenza, en la región del Véneto, Italia. Fue inaugurado en 1935 como Stadio Comunale, nombre que llevó hasta 1949. Es el estadio del club de fútbol Vicenza Calcio.
El estadio original fue destruido para la Segunda Guerra Mundial, y reconstruido nuevamente en 1947 con capacidad para 17 000 personas. En 1949 el Ayuntamiento de Vicenza resolvió rebautizar el estadio con el nombre de Romeo Menti, un futbolista oriundo de la ciudad fallecido en el accidente aéreo recordado como la Tragedia de Superga el 4 de mayo de 1949. Más tarde se continuó con la expansión del recinto que llegó a albergar a 30 000 espectadores en los años 1970. Para principios de los años 2000 el estadio contaba con una capacidad total de 20 920 asientos, pero debido a la nueva normativa italiana en materia de seguridad en los estadios de fútbol, la capacidad esta reducida a 12 163 espectadores para partidos de liga.
En noviembre de 1989, la Selección de fútbol de Italia disputó ante su similar Argelia el único partido internacional de la selección italiana en Vicenza.

Imagen panorámica del estadio.